# Берелович, Алексис
Алексис Берелович, также Алексей Берелович, Алексей Яковлевич Берелович (фр. Alexis Berelowitch; 21 марта 1943, Сюрен) — французский русист, социолог, историк, переводчик.

## Биография
Учился в лицее Поля Ланжевена в Сюрене, лицее Кондорсе и лицее Людовика Великого в Париже, получил степень бакалавра (1962). Окончил филологический факультет Сорбонны (отделение русского языка). В годы учебы — активный деятель студенческого профсоюза и Национального союза студентов-членов компартии (впоследствии генеральный секретарь Союза). 
С 1967 преподавал русский язык в Туре, в 1968—1970 — лектор в Институте иностранных языков Минска, в 1970-1979 — в университете Гренобль III, в 1979-1983 — профессор русского в лицее в Орсе. Работал в Высшей школе социальных наук. Член Института славяноведения в Париже. В 1983—1994 — руководитель конференций по русскому языку в Университете Париж-Сорбонна. Ответственный за проведение курсов в Национальном университете восточных языков и цивилизаций (1990—1994, 1998—2000). 
В 1994—1997 — атташе по культуре посольства Франции в России. В 1997-2002 — вновь руководитель конференций по русскому языку в Сорбонне. Координатор ряда франко-российских исследовательских программ по общественным наукам, активный участник научных конференций во Франции, России, Италии, Швейцарии, Украине и др. 
В 2002—2006 — директор Франко-российского центра гуманитарных и общественных наук в Москве. В настоящее время — сотрудник Центра российских, кавказских и восточно-европейских исследований (CERCEC, Париж).
Братья — Андрей и Владимир Берелович, историки-русисты. Живет в Риме.

## Научные интересы
В центре исследовательских интересов — Советский Союз и постсоветская Россия, история советского крестьянства и интеллигенции.

## Труды
- Les Russes d’en bas (1996, вместе с М. Вевьорка)
- Les 100 portes de la Russie. De l’URSS à la CEI, les convulsions d’un géant (1999, вместе с Ж.Радвани)
- L'État soviétique contre les paysans: Rapport secrets de la police politique (Tcheka, GPU, NKVD) 1918—1939 (2011, вместе с Николя Вертом)

Научный редактор (вместе с В. П. Даниловым) фундаментального труда «Советская деревня глазами ВЧК-ОГПУ-НКВД. 1918—1939 гг. Документы и материалы». В 4-х тт. М.: РОССПЭН, 2000—2012 (см.: ).
На русском языке публикуется в журналах Знамя, Новое литературное обозрение, Неприкосновенный запас, Вестник общественного мнения, Отечественные записки, в ежегоднике Пути России и др.

## Переводческая деятельность
Переводил художественную прозу В. С. Гроссмана, С. И. Липкина, В. Г. Распутина; публицистику А. В. Чаянова, А. Д. Сахарова, Ю. Н. Афанасьева и др.